# Emmanuel Adubango Ali
 Emmanuel Adubango Ali (né à Rimba le 3 avril en 1972) est un homme politique de la République démocratique du Congo et député national, élu de la circonscription de Mahagi dans la province de l'Ituri,.

## Biographie
Emmanuel Adubango Ali est originaire de la province de l'Ituri. Il est membre du parti politique AAB.